# Lac Moultrie
Le lac Moultrie est un lac de barrage situé dans le comté de Berkeley en Caroline du Sud. Il est alimenté par le lac Marion via un canal de dérivation. 
Le lac Moultrie a été créé par l'édification du barrage de Pinopolis au début des années 1940 par la South Carolina Public Service Authority. Son émissaire est la rivière Cooper qui se jette dans l'Atlantique dans la baie de Charleston. Avec ses quelque 250 km2, il se place au troisième rang en superficie des lacs de l'État de Caroline du Sud. 
Il a été nommé en mémoire de l'ancien gouverneur et héros de la guerre d'indépendance américaine William Moultrie.

## Source
- (en) Cet article est partiellement ou en totalité issu de l’article de Wikipédia en anglais intitulé « Lake Moultrie » (voir la liste des auteurs).